# Herman Cain
Herman Cain (13 tháng 12 năm 1945 - 30 tháng 7 năm 2020) là một doanh nhân người Mỹ, phóng viên phụ trách cột báo và chủ một đài phát thanh tại Georgia. Ông là cựu Chủ tịch và Giám đốc điều hành của Godfather's Pizza và là Chủ tịch cũ (hội đồng quản trị Chi nhánh Omaha 1989-1991), Phó Chủ tịch (1992-1994) và Chủ tịch (1995-1996) của Ban Giám đốc Ngân hàng Dự trữ liên bang Kansas City. Trước khi bắt đầu sự nghiệp kinh doanh của mình, ông làm việc như một nhà toán học tính đạn đạo như là một nhân viên dân sự của Hải quân Hoa Kỳ. Ông hiện sống ở ngoại ô Atlanta, nơi ông cũng phục vụ như một phó linh mục tổng quản tại Antioch Baptist Church North.
Trong tháng 1 năm 2011, Cain tuyên bố ông đã thành lập một ủy ban thăm dò cho chiến dịch cho các đề cử tiềm năng của đảng Cộng hòa vào năm 2012 và vào ngày 21 tháng 5 Cain chính thức công bố ứng cử của ông. Mặc dù Cain đã không tổ chức văn phòng tự chọn trước và đứng sau cựu Thống đốc bang Massachusetts Mitt Romney, và sau đó, Thống đốc Texas Rick Perry trong thời gian bỏ phiếu vào mùa hè, nhưng vào giữa tháng 10 năm 2011 Cain đứng đầu.
Ngày 30 tháng 7 năm 2020, ông qua đời sau nhiều ngày chiến đấu với COVID-19.